# AGOVV in het seizoen 1955/56
Het seizoen 1955/1956 was het tweede jaar in het bestaan van de Apeldoornse betaaldvoetbalclub AGOVV. De club kwam uit in de Eerste klasse A en eindigde daarin op de tweede plaats, dit betekende dat de club in het nieuwe seizoen uitkwam in de Eerste divisie.

## Wedstrijdstatistieken

### Eerste klasse A
|       | DWS   | Enschedese Boys | Go Ahead | Heerenveen | N.E.C. | PEC   | RBC   | RCH   | De Valk | Veendam | Velocitas | VSV   | Xerxes |
| ----- | ----- | --------------- | -------- | ---------- | ------ | ----- | ----- | ----- | ------- | ------- | --------- | ----- | ------ |
| Thuis | 1 – 2 | 4 – 2           | 2 – 0    | 3 – 1      | 2 – 3  | 4 – 3 | 3 – 2 | 3 – 0 | 4 – 3   | 4 – 0   | 1 – 2     | 4 – 2 | 0 – 0  |
| Uit   | 2 – 0 | 0 – 1           | 2 – 2    | 1 – 4      | 0 – 4  | 2 – 8 | 0 – 1 | 3 – 3 | 4 – 2   | 4 – 0   | 0 – 3     | 1 – 0 | 3 – 2  |

## Statistieken AGOVV 1955/1956

### Eindstand AGOVV in de Nederlandse Eerste klasse A 1955 / 1956
| Stand | Gespeeld | Gewonnen | Gelijk | Verloren | Punten | Doelpunten voor | Doelpunten tegen |
| ----- | -------- | -------- | ------ | -------- | ------ | --------------- | ---------------- |
| 2e    | 26       | 15       | 3      | 8        | 33     | 65              | 42               |

### Topscorers
| Competitie \| # \| Naam \| \| \| ---------------- \| ----------------------- \| -- \| \| 1. \| Mais Hanskamp \| 33 \| \| 2. \| Van Putten \| 10 \| \| 3. \| Henk Kanselaar \| 9 \| \| 4. \| Rindert IJntema \| 6 \| \| 5. \| Sietze de Vries \| 4 \| \| 6. \| Joop Kluin \| 1 \| \| Eigen doelpunten \| \| \| \| - \| Abse Kolkman (Go Ahead) \| 1 \| \| - \| Theo Kruitbosch (PEC) \| 1 \| \| Totaal \| Totaal \| 65 \| |                         |      |
| # | Naam                    | Goal |
| 1. | Mais Hanskamp           | 33   |
| 2. | Van Putten              | 10   |
| 3. | Henk Kanselaar          | 9    |
| 4. | Rindert IJntema         | 6    |
| 5. | Sietze de Vries         | 4    |
| 6. | Joop Kluin              | 1    |
| Eigen doelpunten |                         |      |
| - | Abse Kolkman (Go Ahead) | 1    |
| - | Theo Kruitbosch (PEC)   | 1    |
| Totaal | Totaal                  | 65   |